# 하펠-키팅 실험
하펠-키팅 실험(Hafele–Keating experiment)은 상대성 이론의 실험이다.
1971년 리처드 키팅과 조지프 하펠은 세슘원자시계를 8개를 준비하여 4개는 지상에 두고 4개는 비행기에 태워 보냈다. 여행을 마친 후 시계들을 측정해 보니 지상에 있던 시계보다 비행기에 태운 시계가 10억 분의 59초가 느린 것으로 확인되었다.

## 같이 보기
- 쌍둥이 역설